# 프라하 공세
프라하 공세(러시아어: Пражская стратегическая наступательная операция, 로마자: Prazhskaya strategicheskaya nastupatel'naya operatsiya, 직역: 프라하 전략 공세)는 유럽 전역에서 벌어진 제2차 세계 대전의 마지막 대규모 군사 작전이었다. 이 공세는 동부 전선에서 1945년 5월 6일부터 5월 11일까지 전개되었으며, 동시에 진행된 프라하 봉기와 맞물려 체코슬로바키아 해방에 결정적인 역할을 했다. 또한, 이 공세는 유럽 전역에서 벌어진 제2차 세계 대전의 마지막 전투 중 하나로, 5월 8일에서 9일에 이뤄진 나치 독일의 무조건 항복 선언 이후에도 계속 진행되었다.
프라하 시는 프라하 공세 기간 동안 소련에 의해 최종적으로 해방되었다. 중부 집단군(독일어: Heeresgruppe Mitte)의 모든 독일군 병력과 동마르크 집단군(Heeresgruppe Ostmark, 이전 남부 집단군)의 대부분은 전사하거나 포로가 되었으며, 나머지는 항복 이후 연합군에 의해 구금되었다.

## 배경

### 정치 및 군사적 발전
1945년 5월 초, 독일은 서방 연합군과 소련 연합군에 의해 결정적으로 패배했다. 독일의 수도 베를린은 소련의 대규모 공격에 직면하여 항복 직전이었고, 독일의 대부분은 점령당했다.
그러나 독일 남동부, 오스트리아 일부 지역, 체코슬로바키아에는 여전히 중부 집단군과 오스트마르크 집단군의 잔존 대규모 독일군 병력이 남아 있었다. 1945년 5월 2일, 국방군 최고사령부 참모총장 상급대장 알프레트 요들은 독일군에게 러시아군에 포로로 잡히는 것을 피하고 서방 연합군과 별도 협상을 진행하라고 명령했다. 독일군 잔존 병력은 소련 제4 및 제1 우크라이나 전선군에 계속 저항하면서, 서부 전선에서만 휴전을 받아들였다.
나치 정권은 체코슬로바키아와 인접 지역을 베를린 함락 시의 마지막 보루로 간주했다. 따라서 1945년 이 지역에 제6SS기갑군, 제1기갑군 및 제4기갑군, 제7, 제8 및 제17 연합군 등 강력한 군사 부대를 집중시켰다. 요들은 지역 나치 정권에 새로운 나치 정부와 독일 최고 사령부의 사무실로 사용될 수 있는 수많은 요새 건물을 준비하도록 명령했다.
1945년 4월 30일부터 5월 1일까지, SS 상급집단지도자이자 경찰 카를 헤르만 프랑크는 프라하에서 라디오를 통해 어떤 봉기도 "피의 바다"에 가라앉힐 것이라고 발표했다. 프랑크는 또한 무장친위대의 장군이기도 했다. 프라하의 상황은 불안정했다. 프랑크는 여러 소련군 전선군이 프라하를 향해 진격하고 있음을 알고 있었다. 더 시급하게, 그는 해방을 준비하는 도시 주민들과 직면했다.
동시에, 러시아 해방군 (KONR)의 두 사단이 프라하 인근에 도착했다. KONR 제1사단은 도시 북쪽에 주둔했고, KONR 제2사단은 도시 남쪽에 주둔했다. 명목상 독일과 동맹이었지만, KONR 병력의 충성심은 그들이 직면한 상황에 따라 달라지는 것으로 드러났다. 한편 연합군은 체코슬로바키아 남서부에 새로운 경계선을 합의했으며, 이전 얄타에서 합의된 경계선은 국경에 있었다.
연합국 측에서는 윈스턴 처칠과 이오시프 스탈린 모두 프라하를 특히 중요한 전리품으로 보았으며, 프라하 점령은 전후 체코슬로바키아의 정치적 구성에 상당한 영향을 미칠 수 있었다. 1945년 5월 1일, 베를린이 함락되기 전에 스탈린은 제1벨라루스 전선군이 베를린 지역에서 제1우크라이나 전선군을 해방시키고, 후자는 무스 강을 따라 남쪽으로 재편성하여 프라하로 진격하도록 지시했다. 제2우크라이나 전선군도 5월 2일에 남동쪽에서 프라하로 진격하라는 명령을 받았다. 스탈린은 독일군이 마침내 항복할 때 서부 체코슬로바키아에 소련군이 강력하게 주둔하도록 결심했다.

### 지형
소련군이 진격해야 할 지형은 다양했지만, 대부분 산악 지형과 숲으로 이루어져 있었다. 제1우크라이나 전선군과 제4우크라이나 전선군의 진격로는 능선 방향과 수직이었던 반면, 제2우크라이나 전선군은 프라하로 이어지는 낮은 고도 지역에서 덜 험난한 경로를 따라 이동할 수 있었다. 특히 제1우크라이나 전선군은 드레스덴과 바우첸 북부 지역에서 프라하로 진격하기 위해 에르츠산맥을 넘어야 했다. 다른 중요한 군사적 지형 장애물은 도시 지역이었는데, 가장 큰 두 곳은 드레스덴과 프라하 자체였다.

### 배치
틀:Bohemia and Moravia tactical map 6 May 1945

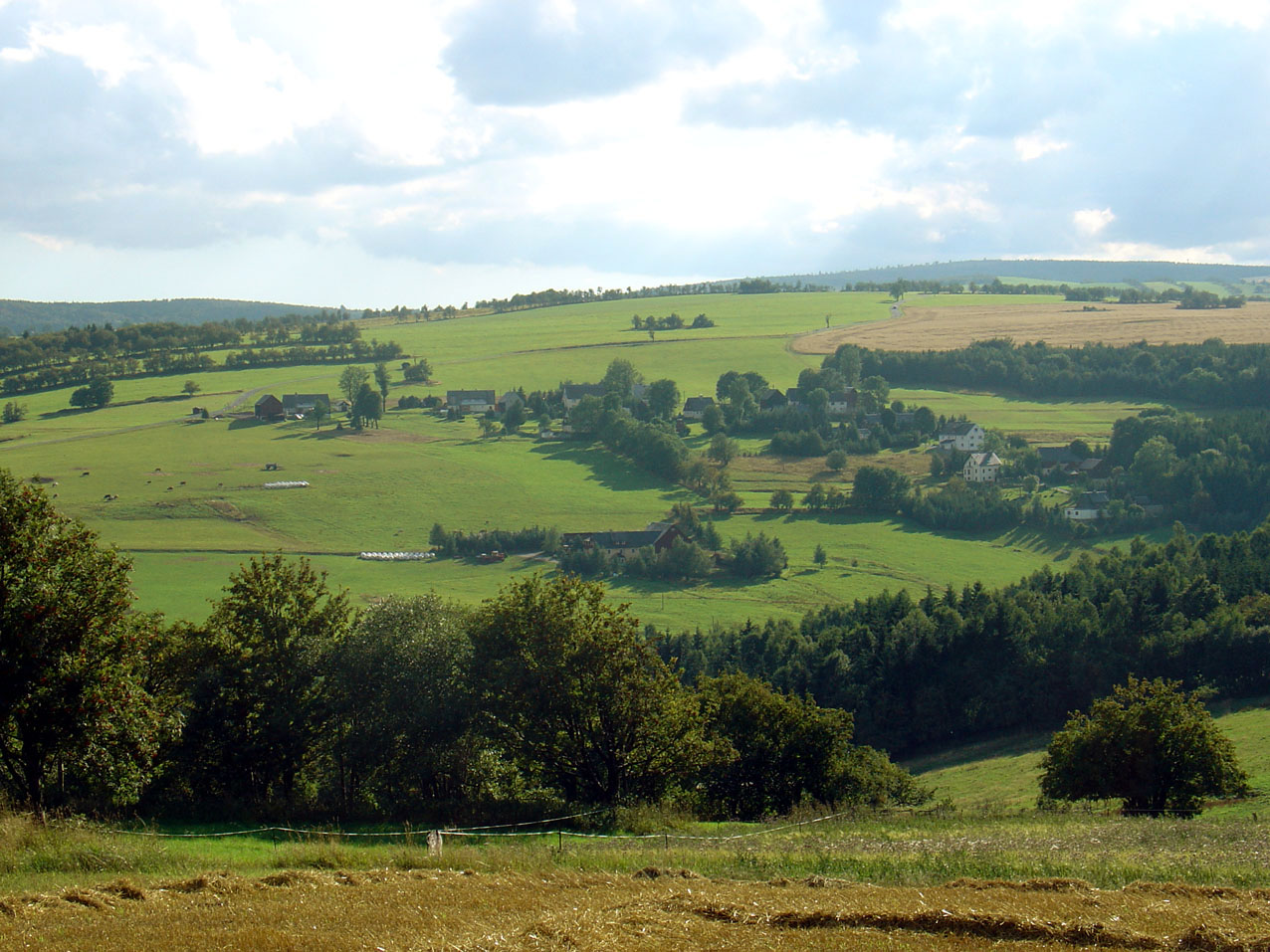
에르츠산맥의 구불구불한 지형

소련군과 미군이 사방에서 압박해 들어오면서, 중부 집단군의 배치는 보헤미아와 모라바의 역사적 지역을 가로지르는 말발굽 모양을 하고 있었다. 서쪽으로는 미국 제6군단의 작전으로 동쪽으로 밀려난 제7군 (이전 G집단군 소속)이 중부 집단군의 예하 부대가 되었다. 제7군은 서부 체코슬로바키아에서 대략 남북 축을 따라 배치되었다. 제7군은 기갑 사단과 국민척탄병 사단 외에는 전투단(슐체와 베니케)이라는 이름의 두 개를 포함한 다른 네 개의 "사단"만 가지고 있었으며, 나머지 두 개는 전투에 동원된 예비군 부대였고 군사 학교 교직원과 훈련생으로 채워졌다.
프라하 북동쪽, 드레스덴과 바우첸 바로 북쪽에 위치한 제4기갑군은 약간 남동쪽으로 이어지는 전선을 방어했다. 제4기갑군은 5개의 기갑 또는 기계화 사단과 13개의 다른 사단 또는 전투단을 보유하고 있었다. 또한 제4기갑군은 바우첸 전투에서 승리하여 소련 제52군과 폴란드 제2군에 피해를 입혔다.
제4기갑군의 우측(동쪽) 측면에는 제17군이 있었다. 제17군은 기갑 사단 하나와 기계화 사단 하나를 포함하여 11개 사단을 보유하고 있었다. 이들은 세 개의 군단으로 편성되어 브레슬라우 남서쪽 약 40km 지점에서 시작하여 오스트라바 인근에서 남동쪽으로 이어지는 호를 형성했다.
여기에서 전선은 남동쪽으로 올로모우츠까지 이어졌으며, 그곳에는 제1기갑군이 배치되어 있었고, 올로모우츠 주변으로 동쪽으로 튀어나온 돌출부가 포함되어 있었다. 제1기갑군은 5개의 군단으로 편성된 19개의 다른 사단 외에 6개의 기갑 또는 기계화 사단을 보유하여 규모가 컸으며, 5개 사단은 육군 본부의 직접 통제를 받았다.
모라비아 남부에서는 오스트마르크 집단군의 제8군이 빈 북서부 지역에서 제6SS기갑군과 합류하는 오스트리아 남서부로 이어지는 전선에 배치되었다. 제8군은 기갑 사단 하나와 기계화 사단 하나, 그리고 6개의 다른 사단을 운용할 수 있었다.
브르노 지역에서 독일 제1기갑군과 제8군의 일부를 마주한 소련 제2우크라이나 전선군은 37개 소총 사단, 6개 기병 사단, 4개 전차 또는 기계화 군단을 보유했다. 제2우크라이나 전선군은 덜 산악 지형인 북서쪽으로 프라하를 향해 진격할 것으로 예상되었으며, 제6근위전차군을 선두로 진격할 예정이었다. 제2우크라이나 전선군과 함께하는 연합군은 루마니아 제1군과 루마니아 제4군으로, 총 12개 보병 사단과 3개 기병 사단을 보유했다.
주로 제1기갑군을 상대하는 제4우크라이나 전선군은 34개 소총 사단과 1개 전차 군단을 지휘했다. 제4우크라이나 전선군은 작은 도시인 올로모우츠와 예상 진격로를 가로막는 여러 산맥이라는 장애물에 직면했다. 제2우크라이나 전선군과 달리 제4전선군은 올로모우츠에서 프라하로 직접 연결되는 주요 도로가 부족하여 진격 속도를 늦출 가능성이 높았다. 제4우크라이나 전선군과 함께하는 연합군은 4개 보병 및 1개 전차 여단을 포함하는 체코슬로바키아 육군 군단이 있었다.
드레스덴 북부와 괴를리츠 지역에서부터 브레슬라우 지역까지 이어지는 큰 호를 따라, 제1우크라이나 전선군은 71개 소총 사단과 3개 기병 사단, 그리고 9개 전차 및 기계화 군단을 보유했다. 제1우크라이나 전선군 병력의 대부분은 프라하로 직접 진격하기 위해 드레스덴 북부에 집결했으며, 여기에는 제3 및 제4근위전차군이 포함되었다. 이 공세의 주요 상대는 제4기갑군이었다. 동쪽으로는 5개 연합군과 폴란드 제2군이 전선의 좌측(동쪽) 날개를 구성했으며, 이들의 진격은 주로 독일 제17군에 압력을 가했다. 제1우크라이나 전선군의 주요 진격에 직면한 장애물은 에르츠산맥과 드레스덴 및 바우첸의 도시 지역이었다.
후기 소련군의 공세는 한편으로는 전차군에 의해, 다른 한편으로는 최고사령부 예비군 (최고사령부 예비) 포병 사단의 존재에 의해 특징지어졌다. 1945년 5월, 제1우크라이나 전선군은 6개 포병 사단과 1개 로켓 발사기 사단(및 1개 폴란드 포병 사단)을 보유했고, 제4우크라이나 전선군은 2개 포병 사단을, 제2우크라이나 전선군은 4개 포병 사단과 1개 로켓 발사기 사단을 지휘했다.
서쪽에서 독일 제7군을 마주한 미군 제8군단 (제9군 소속), 제5군단, 그리고 제12군단 (모두 제3군 소속)이 있었다. 제8군단은 기갑 사단 1개와 보병 사단 3개로 구성되었고 제5군단은 기갑 사단 1개와 보병 사단 2개로 구성되었다. 제3군 사령부 통제하의 추가 보병 사단도 제5군단 구역에 있었으며, 유럽 전승 기념일 이전에 두 번째 기갑 사단이 제5군단에 예속되었다. 제12군단은 두 개의 기갑 사단과 두 개의 보병 사단을 지휘했다. 독일 제7군에 일부 압력을 가하면서, 미군의 이 군단들은 프라하로 진격하지는 않았지만, 서부 보헤미아에서의 존재는 독일 점령에 대한 체코 저항을 자극하여 프라하 봉기에 간접적으로 영향을 미쳤다. 소련과의 합의에 따라 미군은 라이프치히, 카를로비바리, 플젠에 이르는 불규칙한 경계선의 동쪽으로는 병력을 진격시키지 않았다.
베를린 함락 이후 소련군이 중부 집단군을 공격할 것임을 깨달은 쇠르너 원수는 5월 5일 서쪽으로 전투 철수하여 미군에게 항복할 계획(블루멘 작전)을 고안했다. 쇠르너는 철수선을 구상하고(꽃 이름으로 명명) 제4기갑군이 다른 집단군이 서쪽으로 후퇴할 충분한 시간 동안 제1우크라이나 전선군을 저지할 의도였다.

## 프라하 봉기

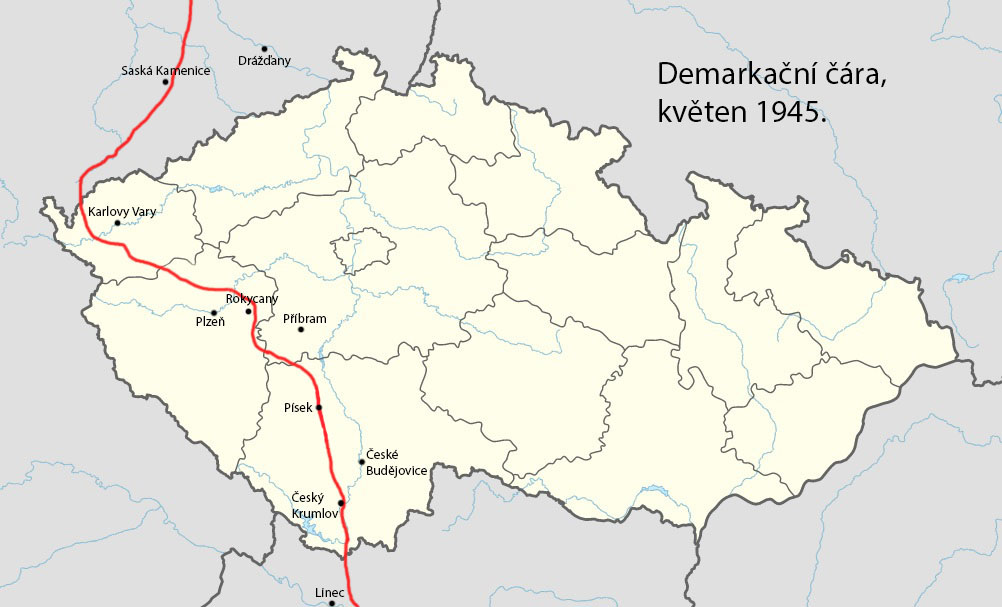
1945년 5월, 소련군과 미군 사이의 경계선

5월 1일 스탈린이 세 전선군에 내린 명령은 5월 7일 공세를 개시하도록 지시했다. 5월 4일, 코네프 원수는 제1우크라이나 전선군의 세 방향 돌파를 위한 자세한 명령을 그의 군 사령관들에게 전달했다. 주력 돌파는 세 개의 연합군, 두 개의 전차군(제3 및 제4근위전차군), 그리고 다섯 개의 포병 사단을 이끌고 엘베강과 블타바강 계곡을 따라 우측(서쪽) 날개에서 일어날 예정이었다. 제28군과 제52군의 보조 돌파는 치타우에서 프라하로 진격하는 축을 따라 이루어졌으며, 폴란드 제2군의 마지막 돌파는 드레스덴의 남동쪽 접근로를 차단하는 것이었다. 드레스덴 자체는 주력 돌파의 일환으로 제5근위군에 의해 점령될 예정이었다.
안토노프 장군에게 미군의 프라하 진격이 이제 가능하다고 제안하자, 아이젠하워 장군은 소련이 그런 것을 원하지 않는다는 통보를 받았다. 5월 5일 코네프 원수와의 회의에서 오마 브래들리 장군도 같은 제안을 했다. 그러나 코네프 원수는 미군 사령관의 선의에 감사하면서도, 브래들리의 제안이 소련군과 영미군이 해방할 지역 간에 이전에 합의된 경계선을 위반하기 때문에 수락할 권한이 없다고 거절했다. 코네프는 또한 소련군 단독으로 현지 독일군을 가능한 한 빨리 격멸할 것이라고 약속했다.
그 시점에, 공식적인 군사 계획 외부의 사건들이 발생했다. 5월 5일까지 미군 제5군단의 선두 부대가 플젠에 도달했으며, 미군 진격 소식은 프라하 주민들에게 전달되어 도시의 체코 시민들이 독일 점령에 대항하여 봉기하기로 결정하는 데 영향을 미쳤다.
프라하 봉기는 독일 점령군과 즉각적인 충돌을 빚었다. 필사적인 상황에서 싸우던 체코인들은 라디오 방송국을 장악했고, 5월 5일 체코인들에게 봉기 동참을 촉구하는 것 외에도 독일 기갑 부대를 막기 위한 공중 지원을 러시아어와 영어로 호소했다. 이러한 전개는 스탈린이 소련 공세의 시작을 앞당기게 했고, 공세는 하루 빠른 5월 6일에 시작하라는 명령이 내려졌다.
프라하의 혼란을 가중시켰지만 체코인들에게 유용한 도움을 제공한 것은 분야첸코 장군 휘하의 러시아 해방군 (ROA) 제1사단이 프라하로 이동하여 이전 동맹이었던 독일군과 전투를 벌인 것이었다. 5월 7일까지 제1사단은 공항과 라디오 방송국을 점령했다. 그러나 체코 민족 평의회는 ROA를 비난했다. 소련 정부는 모든 ROA 병사들을 반역자로 낙인찍었고, 그 구성원들은 포로 수용소에 수감되었다.
5월 9일 아침, 소련군의 첫 전차들이 프라하에 도착했고, 5월 10일에는 제1체코슬로바키아 전차 여단의 첫 전차들이 도시에 도착했다. 5월 11일까지 병력은 숨어 있는 잔존 독일군을 소탕하고 있었다.

## 전투
소련 공세는 5월 6일에 시작하여 5월 11일에 종료되었다.

### 5월 6일
코네프의 제1우크라이나 전선군은 제3 및 제4 근위전차군과 제13, 제3근위, 제5근위 연합군으로 프라하 공세를 개시했다. 이 다섯 개 군 집단은 코네프의 주요 공격이었고, 리자 주변 지역에서 남쪽으로 진격했다. 코네프의 공세에 직면한 것은 독일 제4기갑군 병력이었다. 공격은 오전에 정찰로 시작되었고, 짧지만 강력한 포병 사격이 뒤따랐다. 제13군, 제3근위군, 그리고 두 전차군(및 두 개의 다른 전차 군단)은 오후에 남쪽으로 공격하여, 제13군과 제4근위전차군은 약 23km를 전진했다. 저녁까지 제5근위군은 드레스덴 점령 목표로 공격에 합류했다.
별도의 제1우크라이나 전선군 작전의 마지막으로, 브레슬라우의 독일군 4만 명이 두 달간의 포위전 끝에 소련 제6군에 항복했다. 5월 6일, 제4우크라이나 전선군은 서쪽으로 공격하여 올로모우츠 시를 점령할 의도였다. 올로모우츠 앞에서 소련군 공격을 방어한 것은 제1기갑군이었다.
서부에서는 미군 제5 및 제12군단이 독일 제7군의 방어선에 맞서 서부 체코슬로바키아로 공격했다. 제16기갑사단의 일부는 플젠을 점령했고, 제4기갑사단의 전투 사령부는 스트라코니체를 점령했다. 총 7개 사단 병력으로 이 두 군단은 체코슬로바키아로 진격했다. 북쪽에서는 미군 제8군단이 미 제9군에 예속되었다.

### 5월 7일
제1우크라이나 전선군의 주 공격을 계속하여, 제3근위군은 유명한 독일 도자기의 본고장인 마이센을 점령했다. 제13군과 제4근위전차군은 남쪽으로 45km 더 진격하여 에르츠산맥 북쪽 경사면에 도달했다. 제3근위전차군과 제5근위군은 드레스덴 점령 전투를 시작했다. 폴란드 제2군은 드레스덴에 대한 작전을 지원하기 위해 남서쪽으로 돌파했다. 더 동쪽에서는 제28군과 제52군이 남쪽으로 공격하면서 전선의 두 번째 공격이 전개되었다.
30분간의 포격 후, 제7근위군과 제6근위전차군이 북서쪽으로 공격을 개시하여 제2우크라이나 전선군의 공세를 열었다. 방어하는 독일 제8군의 어려움을 가중시키며, 소련 제9근위군과 제46군은 좌측(남쪽) 날개에 대한 공격을 강화했다. 하루가 끝날 때까지 전선은 25km 폭의 진격로를 따라 독일 전선 안으로 12km를 밀고 들어갔다. 제2우크라이나 전선군과 제1우크라이나 전선군 사이에서, 제4우크라이나 전선군은 올로모우츠로의 진격을 계속했다.
프라하에서는 독일군이 봉기의 중심지 중 하나인 구시가 광장에 도달했지만, 나중에 밀려났다. 시청 건물은 심하게 손상되었음에도 불구하고 봉기 기간 내내 반란군 수중에 남아 있었다. 봉기와 민간인 인구에 대한 압도적인 압박은 계속되었다.
5월 7일, 요들은 모든 독일군 부대의 항복 문서에 서명했다. 항복은 5월 8일 00시 01분에 발효될 예정이었다. 서부 체코슬로바키아에서는 항복 소식을 접한 미군이 공세 작전을 중단하고 방어 태세로 전환했다. 미군 제5군단은 항복 당일 카를로비바리를 점령했다.

### 5월 8일
국방군 최고 사령부는 5월 2일 쇠르너로부터 마지막 소식을 들었는데, 그는 서쪽으로 싸워 나가 미군에게 항복할 의사를 보고했다. 5월 8일, 독일 국방군 최고 사령부의 연락 장교인 빌헬름 마이어-데트링 대령은 쇠르너를 만나기 위해 미군 전선을 통해 안내받았다. 마이어-데트링은 쇠르너에게 독일의 공식적인 항복은 중부 집단군 병력이 대규모 편제로 철수하는 것이 불가능하다는 것을 의미하며, 독일군은 서쪽으로 향해 미군에게 항복해야 한다고 말했다. 쇠르너는 그러한 가능성에 회의적이었다. 돌아온 마이어-데트링은 쇠르너가 작전 사령부에 항복을 지시했지만, 모든 곳에서 명령이 준수될지는 보장할 수 없다고 보고했다.
40킬로미터를 더 밀고 들어간 제1우크라이나 전선군의 주력은 에르츠산맥의 독일군 저항을 돌파하고 프라하에서 70-80킬로미터 이내로 접근했다. 제4근위전차군의 진격은 중부 집단군 사령부에 도달하여 사령부 인원을 포로로 잡거나 사살했지만, 사령부를 버리고 포드보르자니로 도주한 쇠르너는 잡히지 않았다. 쇠르너는 다음 날 민간인 복장으로 바이에른으로 비행했다. 9일 후, 그는 오스트리아에서 독일군에 의해 구금되어 미군에게 넘겨졌다.
5월 8일 저녁까지 드레스덴은 제3근위전차군과 제5근위군에게 함락되었다. 같은 날, 제4우크라이나 전선군은 올로모우츠에서 독일군을 몰아냈다. 소련군은 남아있는 독일군에게 그날 23시까지 무기를 내려놓으라고 방송했다. 아무런 답변도 받지 못했다. 제대로 기능하는 집단군 사령부와 지휘관이 없어진 중부 집단군의 구성군들은 각자 알아서 행동해야 했다. 쇠르너의 질서 있는 철수 계획에도 불구하고, 중부 집단군 병력의 대부분은 소련군에 의해 포로로 잡히게 되었다.
프라하의 대규모 파괴를 두려워하고 전반적인 독일 항복에 따라 봉기를 지원할 만한 상당한 물자가 부족했던 체코 민족 평의회(ČNR)는 독일군이 휴전 조건하에 프라하를 떠나기로 독일군과 합의했다. 그러나 일부 SS 부대는 프라하에서 체코 반군에 대한 공격을 계속했다. ČNR와의 관계가 단절된 제1러시아 해방군 사단은 소련군에게서 자비를 기대할 수 없다는 것을 깨닫고 SS 및 기타 독일군과 편리한 동맹을 맺고 서쪽으로 이동하기 시작했다. 제2러시아 해방군 사단은 이미 미군과 접촉하여 서쪽으로 행진을 시작했다.

### 5월 9일

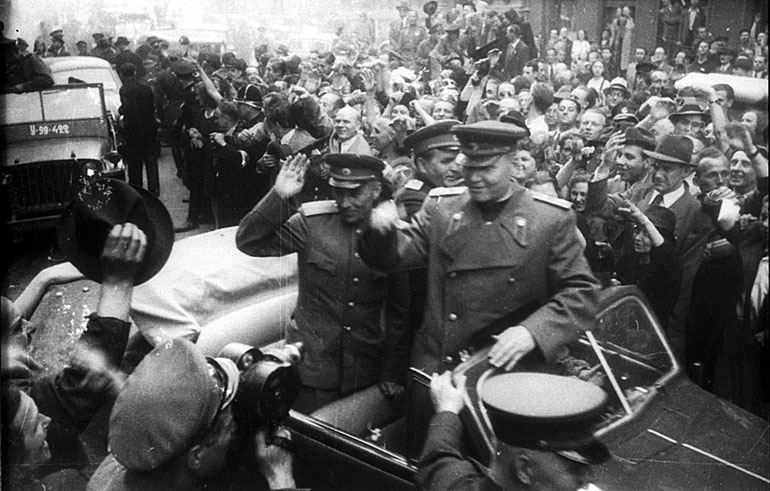
1945년 5월 9일, 소련군이 프라하에 진입하며 코네프 원수가 환영받고 있다.

5월 8일 밤부터 9일 새벽까지, 제3 및 제4근위전차군의 기갑 부대가 남쪽으로 약 80km를 진격하여 새벽에 프라하로 진입했다. 기갑 선봉대는 곧이어 제13군과 제3근위군의 일부에 의해 뒤따랐다. 체코 시민의 도움으로 프라하는 오전 10시경 독일군으로부터 해방되었다. 소련군의 사상자는 단 10명에 불과했으며, 이는 전쟁 중 "가장 쉬운 승리"로 묘사되었다. 어쨌든 프라하 및 주변의 독일군 병력은 서쪽으로 도주하기를 열망했지만, 소련군 종대, 체코 파르티잔, 그리고 분노한 체코 주민들로 인해 미군 전선까지의 여정은 결코 확실하지 않았다.
늦은 시간(자정 이후)에 제4 및 제2우크라이나 전선군 부대도 프라하에 도착했는데, 여기에는 체코슬로바키아 군단의 기갑 여단도 포함되었다. 다른 전선군의 도착은 중부 집단군의 대부분이 차단되어 프라하 동쪽, 북동쪽, 남쪽에 고립부에 갇히게 되었음을 의미했다.

### 5월 10일~11일
소련군이 프라하에 진입하고 보헤미아 서부 및 남부로 더 밀고 들어감에 따라, 공세의 소련군 군사 목표는 달성되었다. 중부 집단군에 속한 독일군 병력의 대부분은 프라하 해방 후 이틀 동안 소련군에 포로로 잡혔으며, 제1 및 제2우크라이나 전선군의 일부는 미군과의 켐니츠-카를로비바리-플젠 경계선까지 서쪽으로 진격했다.
현지 주민이나 소련군 병력에 의한 처우를 두려워한 중부 집단군의 잔존 부대들은 5월 10일/11일까지, 그리고 일부 소규모 부대의 경우에는 1945년 5월 후반까지 저항을 계속했다. 제2우크라이나 전선군의 좌측 날개는 체스케부데요비체와 피세크 지역에서 미 제3군 (조지 패튼) 병력과 만났다. 나중에 제1 및 제2우크라이나 전선군은 카를로비바리와 클라토비 지역에서 미군과 만났다. 이러한 부대 이동으로 프라하 공세는 유럽 전승 기념일 3일 후에 종료되었다.
프라하에서 도주하던 독일군 병사들, 독일계 체코인 민간인, 그리고 체코인 협력자들은 진격하는 소련군에 의해 놀랐고 완전히 패주했다. 체코 파르티잔들은 그들의 의도나 국적에 관계없이 도주하는 독일군에 대해 적대 행위를 재개했는데, 이는 1945년 5월 무기를 내려놓았던 제20무장척탄병사단 (제1에스토니아)의 참전 용사들이 "체코 지옥"이라고 회상하는 사건이었다.
마지막 총성은 프르지브람 시 남동쪽 4km 떨어진 슬리비체 정착촌 근처에서 발사되었다.

## 여파

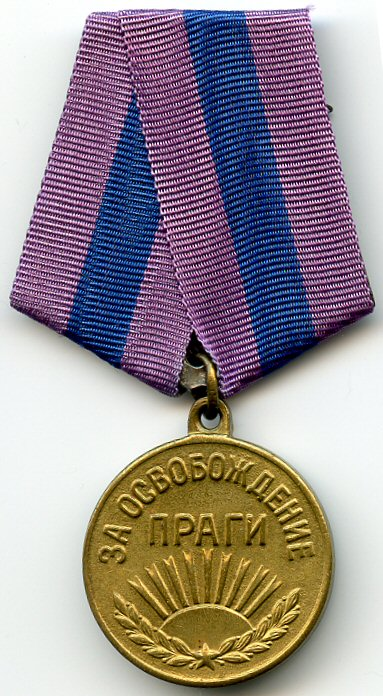
소련은 작전 참가자들을 기리기 위해 프라하 해방 메달을 제정했다.

### 군사적, 정치적 고려사항
프라하 공세는 중부 집단군과 오스트마르크 집단군 일부를 격멸했다. 이들 집단군은 독일의 마지막 대규모 온전한 군사 편제였으며, 공세 이후 생존한 모든 독일 병사들은 전쟁 포로가 되거나 도망자가 되었다.
소련에 의해 포로로 잡힌 독일군 병력의 수는 거의 90만 명에 달했으며, 최소 수만 명의 다른 추축군 병사들은 서부 체코슬로바키아와 오스트리아에서 미군에 항복했지만, 이들 중 다수는 나중에 소련에 넘겨졌다.
체코슬로바키아는 1938년 말 이후 처음으로 독일 점령 체제에서 해방되었다. 그러나 전후 국경은 완전히 회복되지 않았는데, 소련은 1945년 7월 카르파티아 루테니아를 소련에 할양하도록 조작했다.
서부 체코슬로바키아는 초강대국들의 군사적 경계선으로 나뉘어 있었는데, 한쪽에는 소련군이, 다른 한쪽에는 미군이 주둔했다. 양군은 1945년 말까지 체코슬로바키아를 떠났지만, 스탈린은 체코슬로바키아에서 독일군이 항복할 때 프라하에 강력한 소련 군사 주둔을 확보하려는 목표를 달성했다.
전후 체코슬로바키아군과 정부에서 공산주의의 영향력이 커졌다. 서방 연합군과 함께 싸웠던 체코 병사들은 점점 더 주변부로 밀려났고, 나라는 1948년 공산주의 쿠데타로 소련 위성국이 될 수밖에 없었다.

### 주요 인물의 즉각적인 사망
소련 공세가 시작되기도 전인 5월 5일, 에마누엘 모라베츠가 자살로 사망했다. 모라베츠는 "체코의 크비슬링"으로 알려져 있으며, 체코인들 사이에서는 반역자로 악명 높았다.
전 체코슬로바키아 정치인이자 주데텐 독일인 나치당 지도자였던 SS상급집단지도자 겸 국가주지사 콘라트 헨라인은 5월 10일 미군 포로 상태에서 자살했다.
5월 12일, 보호령 무장친위대 사령관 SS집단지도자 겸 무장친위대 중장 퓌클러-부르크하우스 백작은 항복 문서에 서명한 후 자살했다.
5월 14일, 뵈멘-메렌 보호령의 국가 대통령이었던 에밀 하하 박사가 프라하에서 체포되었다. 그는 NKVD에게 잔인하게 구타당하고 판크라츠 감옥의 병동으로 이송되어 1945년 6월 27일 사망했다.

### 공세의 역사서술
소련의 제2차 세계 대전 공식 역사서 제10권은 프라하 공세를 주로 군사적 사건으로 다루며, 관련된 주요 군사 편제, 그들의 진격 축, 그리고 일부 경우 일일 진격 속도를 식별한다. 당연히 소련 역사는 이 작전을 "체코슬로바키아 인민의 자유"를 위한 소련, 폴란드, 체코, 루마니아 병사들의 국제적 노력에 대해 칭찬한다. 그러나 체코슬로바키아에 대한 스탈린의 정치적 의도는 언급되지 않는다. 1945년 5월 8일 밤부터 9일 새벽까지 프라하로의 마지막 진격은 프라하에서 고군분투하는 체코 반군을 구원하기 위해 필요했다고 제시되지만, 저자들은 전쟁 전 체코군 장교들이 프라하에서 독일군과의 전투 중 바리케이드를 포기했다고 비난하는 것을 참지 못했다.
이 공세가 심각한 전투를 포함하는 군사적 사건이었음은 1945년 5월 6일부터 11일까지 연합군이 입은 5만 명이 넘는 사상자로 분명해진다. 2008년에 출판된 독일 공식 전쟁사 제10/1권은 이 사건에 대한 소련의 견해를 비판하며, 프라하 공세의 사상자 비율이 베를린 공세보다 훨씬 낮았다고 지적한다. 독일 공식 역사는 스탈린의 정치적 의도와 중부 집단군이 미군에게 항복하는 것을 막으려는 그의 욕구를 언급한다. 해당 섹션의 제목이 "중부 집단군의 종말"임에도 불구하고, 독일 공식 역사는 1945년 5월 중부 집단군의 상황을 간략하게만 언급하고 대신 다른 주제들을 다룬다. 중부 집단군의 실제 항복은 전혀 논의되지 않는다.
이 공세를 다루거나, 더 일반적으로 체코슬로바키아의 전쟁 종말을 다루는 비공식 역사서들이 있다. 독일과 소련의 공식 견해 사이에서, 존 에릭슨의 <베를린으로 가는 길>은 스탈린의 의도, 프라하 봉기, 러시아 해방군의 역할을 언급하면서 이 공세를 상당히 자세히 다룬다. 에릭슨은 전쟁 중 소련의 정치와 군사 작전에 대한 균형 잡힌 시각을 제시하기 위해 이 책을 썼으므로, 독일군 행동에 대한 그의 설명은 correspondingly 제한적이다.

## 손실

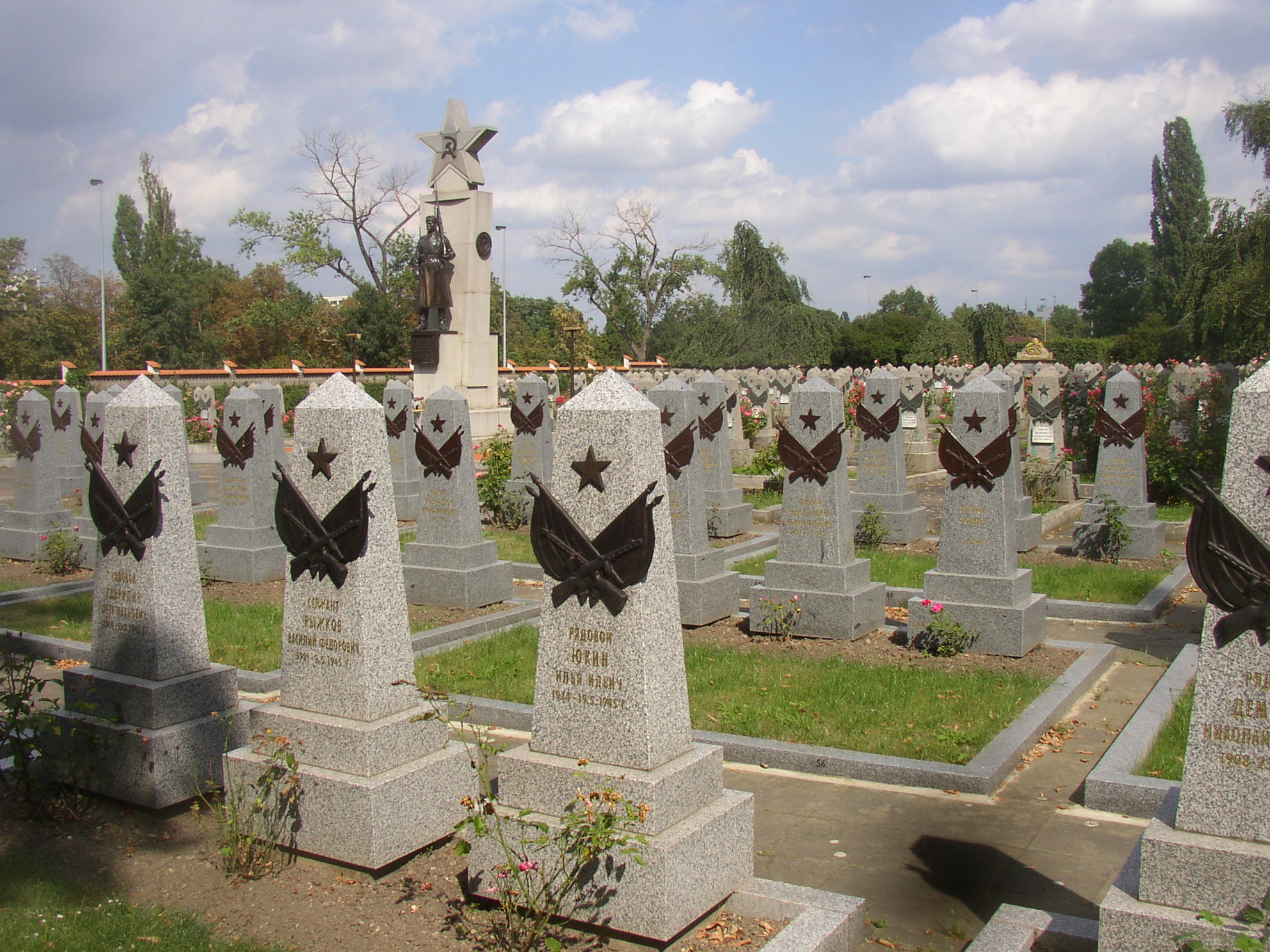
프라하 올샤니 묘지: 시가전 중 전사한 소련군 병사들의 명예 매장지.

### 연합국
- 병력
  - 회복 불능 11,997명
  - 부상 및 질병 40,501명
  - 총계 52,498명[5]
- 장비[5]
  - 전차 및 자주포 373대
  - 포병 1,006문
  - 항공기 80대

| 손실: 연합국, 프라하 공세 출처: G. F. 크리보셰프, 20세기 소련군 사상자 및 전투 손실, p. 159 | 손실: 연합국, 프라하 공세 출처: G. F. 크리보셰프, 20세기 소련군 사상자 및 전투 손실, p. 159 | 손실: 연합국, 프라하 공세 출처: G. F. 크리보셰프, 20세기 소련군 사상자 및 전투 손실, p. 159 | 손실: 연합국, 프라하 공세 출처: G. F. 크리보셰프, 20세기 소련군 사상자 및 전투 손실, p. 159 | 손실: 연합국, 프라하 공세 출처: G. F. 크리보셰프, 20세기 소련군 사상자 및 전투 손실, p. 159 |
| 부대                                                                                        | 1945년 5월 6일 병력                                                                         | 총 손실                                                                                     | 일일 평균 손실                                                                              |                                                                                             |
| ------------------------------------------------------------------------------------------- | ------------------------------------------------------------------------------------------- | ------------------------------------------------------------------------------------------- | ------------------------------------------------------------------------------------------- | ------------------------------------------------------------------------------------------- |
| 제1우크라이나 전선군                                                                        | 806,400                                                                                     | 23,383                                                                                      | 3,897                                                                                       |                                                                                             |
| 제2우크라이나 전선군                                                                        | 613,400                                                                                     | 14,436                                                                                      | 2,406                                                                                       |                                                                                             |
| 제4우크라이나 전선군                                                                        | 350,900                                                                                     | 11,529                                                                                      | 1,922                                                                                       |                                                                                             |
| 폴란드 제2군                                                                                | 69,500                                                                                      | 887                                                                                         | 148                                                                                         |                                                                                             |
| 루마니아 제1군 및 제4군                                                                     | 139,500                                                                                     | 1,730                                                                                       | 288                                                                                         |                                                                                             |
| 체코슬로바키아 군단                                                                         | 48,400                                                                                      | 533                                                                                         | 89                                                                                          |                                                                                             |

### 독일
소련에 포로로 잡힌 양 집단군의 병력 손실은 약 86만 명에 달했다. 소련은 작전 과정에서 9,500문의 대포와 박격포, 1,800대의 기갑 차량, 1,100대의 항공기를 노획했다고 주장했다.

## 같이 보기
- 베를린 전투 – 1945년
- 빈 공세 – 1945년
- 프라하 봉기 – 1945년
- 유럽의 제2차 세계 대전 종전
- 최후의 항전

## 내용주
1. ↑  체코의 손실에는 프라하 봉기 또는 파르티잔 부대의 손실이 포함되지 않는다.
2. ↑  당시 전시 법규에 따르면, 전투 중에 포로로 잡힌 자와 대규모 항복 이후 적에게 "넘겨진" 자 사이에는 구분이 있었다. 1929년 제네바 협약은 전투 중에 포로로 잡힌 자만 포함하며, 대규모 항복 이후 적의 수중에 들어간 자는 포함하지 않았다(무장 해제된 적군 병력 참조). 이는 제3차 제네바 협약(1949년)에서 명시적으로 변경되었다.
3. ↑  제8군단은 1945년 5월 6일까지 제1군에 예속되었다. 태평양 작전 전역에서 제1군 사령부의 전투 역할을 예상하여, 제1군은 1945년 5월 첫째 주에 예하 부대 통제권을 해제했다. 이 부대들은 차례로 제9군에 예속되었다. 윌리엄스 연표(1989년) 530쪽, 533쪽 참조.
4. ↑  제6기갑사단, 제76보병사단, 제87보병사단, 제89보병사단 (그린월드 1945, 제6기갑사단; 제76보병사단; 제87보병사단; 제89보병사단).
5. ↑  제1보병사단, 제2보병사단, 제9기갑사단 (그린월드 1945, 제1보병사단; 제2보병사단; 제9기갑사단).
6. ↑  제97보병사단 (그린월드 1945, 제97보병사단).
7. ↑  제16기갑사단 (그린월드 1945, 제16기갑사단).
8. ↑  제4기갑사단, 제11기갑사단, 제26보병사단, 제90보병사단 (그린월드 1945, 제4기갑사단; 제11기갑사단; 제26보병사단 제90보병사단).
9. ↑  빌헬름 마이어-데트링(1906년~2002년)은 훗날 연방방위군의 중장 및 제1군단 사령관이 되어 1966년 군 복무를 마쳤다.
10. ↑  나치 독일의 많은 기관들처럼, 육군의 통제권은 히틀러에게 직접 보고하는 여러 지휘 계통으로 나뉘어 있었다. 1945년, 독일 국방군 최고 사령부(OKW)는 모든 전구의 독일군을 지휘했으며, 동부 전선군은 육군 최고사령부("독일 육군 최고사령부")(OKH)의 통제하에 있었고, 히틀러의 자살 전에는 이 둘 모두 히틀러에게 직접 보고했다. 따라서 쇠르너가 5월 8일에 국방군 최고 사령부의 지휘를 받았는지, 아니면 대통령 카를 되니츠나 수상 루츠 슈베린 폰 크로지크 백작이 쇠르너에게 자신의 집단군을 항복시키도록 명령해야 했는지는 명확하지 않다.
11. ↑  크리보셰프(158-159쪽)는 병력 총계와 일일 사상자 수를 제시하여 독일 공식 역사의 주장을 확인한다. 예를 들어, 베를린 작전 중 제1우크라이나 전선군은 하루 평균 사단당 84.6명의 손실을 입었지만, 프라하 공세에서는 같은 부대의 해당 수치가 45.3명이었다. 1945년 5월 8일/9일 독일 항복 발표 이후 소련군의 손실이 감소했을 수 있다.
12. ↑  일부 독일군 개별 부대의 운명을 다루는 다양한 자료가 있지만, 1945년 5월 6일부터 11일까지 중부 집단군과 오스트마르크 집단군의 전투 행동과 항복을 다루는 포괄적인 단일 저작은 없는 것으로 보인다.

### 인용
1. ↑  Lakowski 2008, 674쪽.
2. ↑  Ziemke 2002, 498쪽.
3. ↑  Frajdl 2007.
4. 1 2 3 4 5 6 7 8 9 10  Krivosheev 1997, 159쪽.
5. 1 2 3  Glantz 1995, 300쪽.
6. ↑  “Lest we forget, the Czechs became a free nation on May 8, 1945”. 《Praguemonitor.com》. 2020년 10월 11일에 원본 문서에서 보존된 문서. 2020년 10월 11일에 확인함.
7. ↑  티펠스키르히 K. 제2차 세계 대전의 역사. 상트페테르부르크: 폴리곤; 모스크바: AST, 1999년. (Tippelskirch K., Geschichte des Zweiten Weltkrieges. — 본, 1954년)
8. ↑  S. M. Shtemenko. The Soviet General Staff in War. Volume II. Progress Publisher, Moskva, 1985, p. 510.
9. ↑  《K. H. 프랑크의 체코 민족 연설 (1945년 4월 30일)》, www.fronta.cz, 2009년 5월 14일, 2017년 3월 28일에 확인함
10. ↑  Erickson 1983, 631쪽.
11. ↑  Erickson 1983, 625–630쪽.
12. 1 2  Erickson 1983, 627쪽.
13. ↑  Tessin 1974, 52쪽.
14. ↑  Tessin 1973, 228쪽.
15. ↑  Tessin 1976, 53쪽.
16. ↑  Tessin 1973, 8쪽.
17. ↑  Tessin 1974, 90쪽.
18. ↑  Боевой состав Советской Армии на 1 мая 1945 г.
19. 1 2  Williams 1989, 533쪽.
20. 1 2 3 4  Erickson 1983, 634쪽.
21. ↑  Mendelsohn 2010, 17쪽.
22. 1 2  Der Spiegel staff 1955.
23. ↑  Erickson 1983, 632쪽.
24. ↑  Erickson 1983, 633쪽.
25. ↑  콘스탄틴 바실리예비치 크라이뉴코프. 특별한 무기. 모스크바: 보이엔이즈다트. 1978년.
26. ↑  Williams 1989, 532쪽.
27. 1 2  Glantz 1995, 273쪽.
28. ↑  Erickson 1983, 635쪽.
29. 1 2 3 4 5 6 7 8  Ustinov 1982, 422쪽.
30. ↑  PRAŽSKÉ POVSTÁNÍ 5.–9. KVĚTNA 1945. Boj o Staroměstské náměstí a o radniční budovy
31. 1 2 3  Mahoney 2011, 191쪽.
32. 1 2  Williams 1989, 534쪽.
33. ↑  Kershaw 2011, 373쪽.
34. 1 2  Ziemke 1969, 134쪽.
35. 1 2  Ustinov 1982, 423쪽.
36. ↑  Gosztony 1991, 228쪽.
37. 1 2  Agnew 2004, 222쪽.
38. 1 2  Erickson 1983, 636쪽.
39. ↑  Glantz 1995, 274쪽.
40. 1 2 3 4 5  Ustinov 1982, 424쪽.
41. ↑  Lukes 2012, 50쪽.
42. 1 2  Lakowski 2008, 677쪽.
43. ↑  Estonian State Commission on Examination of Policies of Repression 2005, 35쪽.
44. ↑  Hiio & Kaasik 2006, 927–968쪽.
45. ↑  Mendelsohn 2010, 16쪽.
46. ↑  Gosztony 1991, 229–230쪽.
47. ↑  Johnstone 2009.
48. ↑  Jaggers 1993.
49. ↑  Williamson, David G. (2018년 1월 29일), “독일의 반대파”, 《제3제국》 (Routledge), 134–146쪽, doi:10.4324/9781315121154-12, ISBN 978-1-315-12115-4, 2024년 7월 30일에 확인함
50. ↑  Ustinov 1982, 416–426쪽.
51. 1 2  Lakowski 2008, 675쪽.
52. ↑  YPL staff 2012.

## 추가 자료
- Konev, I. v (1969), 《승리의 해》, 모스크바: 프로그레스 퍼블리셔스.
- 소련군사대백과사전 (러시아어).
  - 소련군사대백과사전, A-F: ISBN 0-8133-1429-1, G-O: ISBN 0-8133-1430-5, P-Z: ISBN 0-8133-1431-3